# Crispin Joynson-Hicks, 4. Viscount Brentford
Crispin William Joynson-Hicks, 4. Viscount Brentford (* 7. April 1933) ist ein britischer Peer, Anwalt und Politiker der Conservative Party.

## Leben und Karriere
Joynson-Hicks wurde am 7. April 1933 als Sohn von Lancelot William Joynson-Hicks, 3. Viscount Brentford (1902–1983) und dessen Frau Phyllis Allfrey († 1979) geboren. Er besuchte das Eton College. 1956 graduierte er vom New College der Oxford University mit einem Bachelor of Arts.
Er diente bei den 9th Queen's Royal Lancers, wo er bis zum Leutnant aufstieg.
1960 wurde er als Anwalt (Solicitor) zugelassen. 1961 graduierte er vom New College mit einem Master of Arts.
Von 1961 bis 1995 war er Partner bei der Anwaltskanzlei Taylor Joynson Garrett.
Er ist Mitglied des Committee of Assistents der Worshipful Company of Girdlers. Dort war er von 1983 bis 1984 Master.
Er ist Mitglied der Hereditary Peerage Association.
Anfang 1999 wurde Joynson-Hicks zum Vorsitzenden (Chairman) des neuen Executive Board der Evangelical Alliance gewählt.

## Mitgliedschaft im House of Lords
Joynson-Hicks  erbte nach dem Tod des Vaters 1983 den Titel des Viscount Brentford und den damals damit verbundenen Sitz im House of Lords. Am 6. Juli 1983 nahm er erstmals seinen Sitz ein. Seine Antrittsrede hielt er am 27. Februar 1985.
In den 1980er Jahren sprach er zu  Tourismus, Südafrika und Sonntagseinkäufen. Er meldete sich in den 1990er Jahren zu den Themen Osteuropa und die Sowjetunion, Flüchtlinge sowie Armenien und Nagorno-Karabakh Zuletzt meldete er sich am 11. November 1999 zu Wort.
Mit diesem Tag endete auch seine Mitgliedschaft durch den House of Lords Act 1999.
- Sitzungsperiode 1997/1998: 163 Tage

Für einen der verbleibenden Sitze trat er erfolglos an und landete auf dem 75. Platz bei seiner Partei.
Im Register of Hereditary Peers, die für eine Nachwahl zur Verfügung stehen, ist er verzeichnet.

## Familie
Joynson-Hicks heiratete am 21. Mai 1964 Gillian Evelyn Schluter, Tochter von Gerald Edward Schluter.
Zusammen haben sie einen Sohn und drei Töchter.